# Stanisław Podlewski

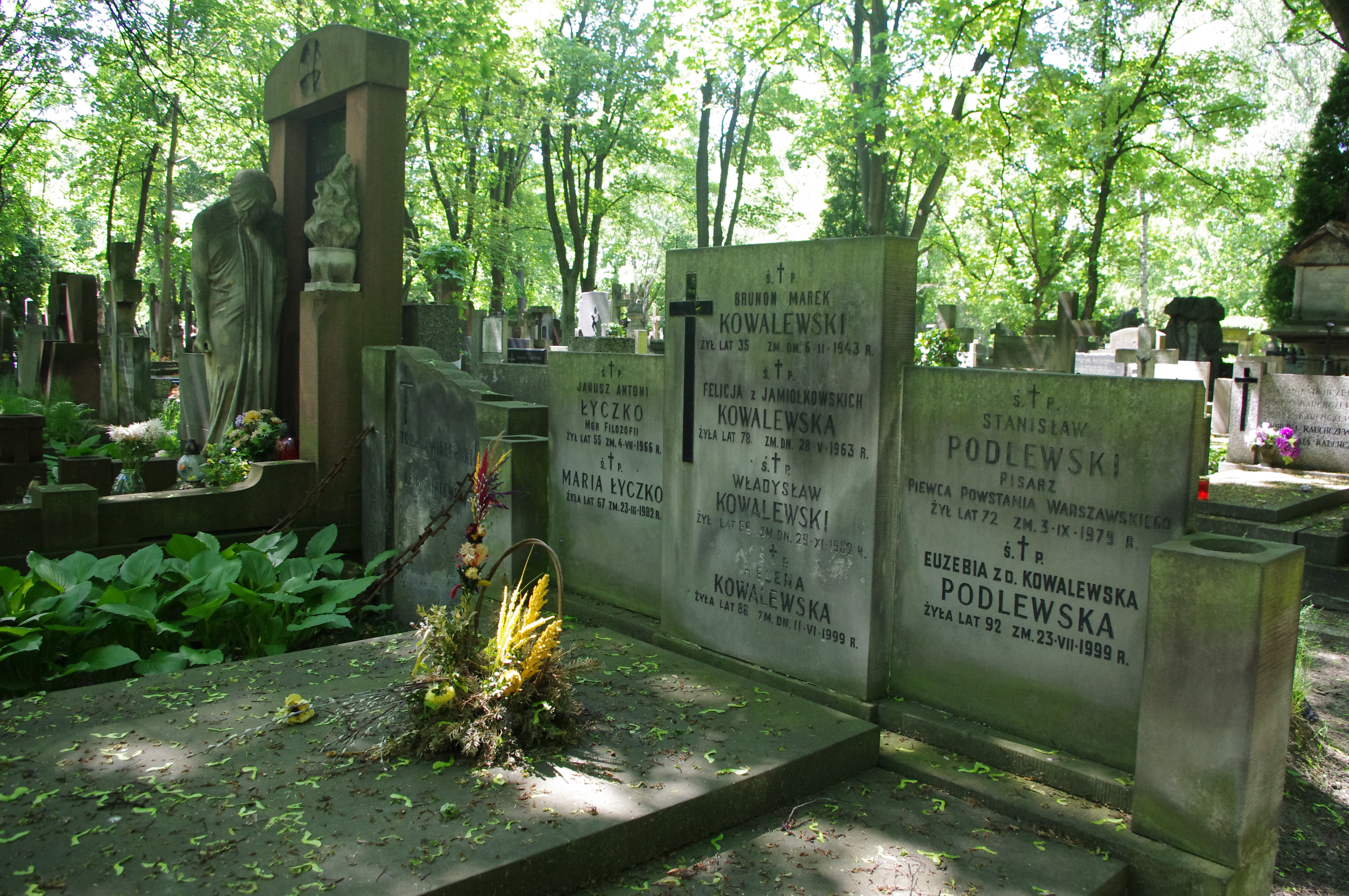
Grób pisarza Stanisława Podlewskiego na cmentarzu Powązkowskim w Warszawie

Stanisław Podlewski ps. „Skoczek” (ur. 18 października 1906 w Częstochowie, zm. w 3 września 1979 w Warszawie) – polski pisarz, żołnierz Armii Krajowej i powstaniec warszawski. Jeden z najbardziej znanych kronikarzy powstania warszawskiego.

## Życiorys
Urodził się w rodzinie kolejarskiej. Gimnazjum ukończył w Piotrkowie Trybunalskim. Następnie studiował filologię polską na Uniwersytecie Warszawskim, którą ukończył w 1938. Ukończył  Wielkopolską Szkołę Podchorążych w Biedrusku. We wrześniu 1939 uczestniczył w wojnie obronnej jako adiutant dowódcy batalionu 27 pułku piechoty. Walczył w okolicach Lublińca i Częstochowy. Uniknął niewoli i przedostał się do Warszawy.
Od 1940 członek Związku Walki Zbrojnej. Aresztowany w lipcu 1943 przebywał na Pawiaku i w więzieniu mokotowskim. Uwolniony w lipcu 1944 dzięki pomocy przyjaciół. W trakcie powstania warszawskiego żołnierz batalionu „Iwo”. Dwukrotnie odznaczony Krzyżem Walecznych. Po kapitulacji więziony w Oflagu XII Sandbostel oraz oflagu XC w Lubece.
Po powrocie do kraju w okresie 1947 – 1950 był redaktorem naczelnym dwutygodnika „Przegląd Księgarski”, a następnie w wydawnictwie „Ars Christiana”. Od 1956 do śmierci kierował miesięcznikiem „Hejnał Mariacki” adresowanym do Polonii.
Autor dzieł pod tytułem Przemarsz przez piekło. Dni zagłady staromiejskiej dzielnicy w Warszawie (1949) i Rapsodia żoliborska (1957), które w zamyśle autora miały być częścią obszernego dzieła-cyklu pod tytułem Stolica wolności opowiadającego o powstańczych walkach w pięciu dzielnicach Warszawy: na Starym Mieście, Żoliborzu, Woli, Powiślu i Mokotowie. W 1960 ukończył trzecią część Wolność krzyżami się znaczy, która ukazała się dopiero po śmierci autora w 1989.
Stanisław Podlewski spoczywa na cmentarzu Powązkowskim w Warszawie (kw. 225-I-1/2).

## Publikacje
- Przemarsz przez piekło: dni zagłady staromiejskiej dzielnicy w Warszawie, M. Fuksiewicz, Warszawa 1949; drugie wydanie Pax, Warszawa 1957, wydanie trzecie 1971, Wydawnictwo ALFA, Warszawa 1994.
- Rapsodia Żoliborska, PAX, Warszawa 1957.
- Wierni Bogu i ojczyźnie: duchowieństwo katolickie w walce o niepodległość Polski w II wojnie światowej, Novum, Warszawa, 1971; W tym samym wydawnictwie w 1982 i w 1985.
- Wolność Krzyżami się znaczy, Ośrodek Dokumentacji i Studiów Społecznych, Warszawa 1989.